# Lijst van nummer 1-hits in Frankrijk in 2018
Deze hits stonden in 2018 op nummer 1 in de SNEP Single Top 200, de bekendste hitlijst in Frankrijk.
| Datum        | Artiest                     | Titel                           |
| ------------ | --------------------------- | ------------------------------- |
| 5 januari    | Ed Sheeran                  | Perfect                         |
| 12 januari   | Ed Sheeran                  | Perfect                         |
| 19 januari   | Camila Cabello & Young Thug | Havana                          |
| 26 januari   | Camila Cabello & Young Thug | Havana                          |
| 2 februari   | Vald                        | Désaccordé                      |
| 9 februari   | Vald                        | Désaccordé                      |
| 16 februari  | Vald                        | Désaccordé                      |
| 23 februari  | Vald                        | Désaccordé                      |
| 2 maart      | Vald                        | Désaccordé                      |
| 9 maart      | Vald                        | Désaccordé                      |
| 16 maart     | Lartiste & Caroliina        | Mafiosa                         |
| 23 maart     | Lartiste & Caroliina        | Mafiosa                         |
| 30 maart     | Maître Gims & Vianney       | La même                         |
| 6 april      | Lartiste & Caroliina        | Mafiosa                         |
| 13 april     | Lartiste & Caroliina        | Mafiosa                         |
| 20 april     | Lartiste & Caroliina        | Mafiosa                         |
| 27 april     | Lartiste & Caroliina        | Mafiosa                         |
| 4 mei        | Damso                       | Ipséité                         |
| 11 mei       | Aya Nakamura                | Djadja                          |
| 18 mei       | Aya Nakumara                | Djadja                          |
| 25 mei       | Dosseh                      | Habitué                         |
| 1 juni       | Dosseh                      | Habitué                         |
| 8 juni       | Dosseh                      | Habitué                         |
| 15 juni      | Dosseh                      | Habitué                         |
| 22 juni      | Damso                       | Smog                            |
| 29 juni      | PNL                         | À l'ammoniaque                  |
| 6 juli       | PNL                         | À l'ammoniaque                  |
| 13 juli      | PNL                         | À l'ammoniaque                  |
| 20 juli      | Jul                         | Toto et Ninetta                 |
| 27 juli      | Vegedream                   | Ramenez la Coupe à la Maison    |
| 3 augustus   | Rim'K & Ninho               | Air Max                         |
| 10 augustus  | Rim'K & Ninho               | Air Max                         |
| 17 augustus  | PNL                         | 91's                            |
| 24 augustus  | PNL                         | 91's                            |
| 31 augustus  | PNL                         | 91's                            |
| 7 september  | Rim'K & Ninho               | Air Max                         |
| 14 september | Vegedream                   | Ramenez la Coupe à la Maison    |
| 21 september | Vegedream                   | Ramenez la Coupe à la Maison    |
| 28 september | Vegedream                   | Ramenez la Coupe à la Maison    |
| 5 oktober    | Vegedream                   | Ramenez la Coupe à la Maison    |
| 12 oktober   | Dadju                       | Jaloux                          |
| 19 oktober   | Dadju                       | Jaloux                          |
| 26 oktober   | Dadju                       | Jaloux                          |
| 2 november   | Dadju                       | Jaloux                          |
| 9 november   | Aya Nakamura                | Copines                         |
| 16 november  | Dadju                       | Jaloux                          |
| 23 november  | Orelsan & Damso             | Rêves bizarres                  |
| 30 november  | Orelsan & Damso             | Rêves bizarres                  |
| 7 december   | Maes & Booba                | Madrina                         |
| 14 december  | Lomepal                     | Trop beau                       |
| 21 december  | Maes & Booba                | Madrina                         |
| 28 december  | Mariah Carey                | All I Want for Christmas Is You |